# Abdelkader Bedrane
Abdelkader Bedrane (sinh ngày 2 tháng 4 năm 1992) là một cầu thủ bóng đá người Algérie thi đấu cho ES Sétif ở vị trí hậu vệ.